# Gephyromantis tandroka
Gephyromantis tandroka är en groddjursart som först beskrevs av Frank Glaw och Miguel Vences 200.  Gephyromantis tandroka ingår i släktet Gephyromantis och familjen Mantellidae. IUCN kategoriserar arten globalt som sårbar. Inga underarter finns listade i Catalogue of Life.